# Уралівська сільська рада
Уралівська сільська́ ра́да — колишній орган місцевого самоврядування в Середино-Будському районі Сумської області. Адміністративний центр — село Уралове.

## Загальні відомості
- Населення ради: 686 осіб (станом на 2001 рік)

## Населені пункти
Сільській раді підпорядковані населені пункти:
- с. Уралове
- с. Чигин

## Склад ради
Рада складається з 12 депутатів та голови.
- Голова ради: Васильєва Олена Василівна

### Керівний склад попередніх скликань
| Прізвище, ім'я, по батькові | Основні відомості                                                 | Дата обрання | Дата звільнення |
| --------------------------- | ----------------------------------------------------------------- | ------------ | --------------- |
| Васильєва Олена Іванівна    | Сільський голова, 1964 року народження, позапартійна              | 26.03.2006   | 31.10.2010      |
| Васильєва Олена Василівна   | Сільський голова, 1964 року народження, освіта вища, позапартійна | 31.10.2010   |                 |

Примітка: таблиця складена за даними сайту Верховної Ради України